# Ма (адамава-убангийский язык)
Ма (также амади, мади, мадьо; англ. ma, amadi, madi, madyo) — адамава-убангийский язык, распространённый в северо-восточных районах Демократической Республики Конго, язык народа ма. Входит в состав ветви сере-нгбака-мба убангийской подсемьи.
Численность носителей — около 4700 человек. Язык бесписьменный.

## Классификация
Согласно классификациям, представленным в справочнике языков мира Ethnologue и в «Большой российской энциклопедии», язык ма (амади) включён в группу мба вместе с языками донго, мба и ндунга. Указанная группа входит в состав подветви нгбака-мба ветви сере-нгбака-мба убангийской подсемьи адамава-убангийской семьи.
В классификации, опубликованной в базе данных по языкам мира Glottolog, язык ма в пределах группы мба противопоставлен всем остальным языкам, объединяемым в подгруппу ндунга-мба-донго. Группа мба последовательно включается в следующие языковые объединения: языки нгбака-мба, языки сере-нгбака-мба, убангийские языки, камерунско-убангийские языки и северные вольта-конголезские языки. Последние вместе с языками бенуэ-конго, кру, ква вольта-конго и другими образуют объединение вольта-конголезских языков.
По общепринятой ранее классификации Л. Букьё и Ж. Тома язык ма является единственным представителем одной из 5 ветвей убангийской группы адамава-убангийской семьи.

## Лингвогеография

### Ареал и численность
Ареал языка ма размещён на северо-востоке Демократической Республики Конго в провинции Верхнее Уэле — к северу от города Ниангара, в верховьях реки Уэле и вблизи реки Капили.
Ареал языка ма расположен в окружении области распространения адамава-убангийского языка барамба. Также рядом с районами расселения носителей языка ма размещены ареал адамава-убангийского языка занде, ареал языка бва группы банту и ареал центральносуданского языка мангбету.
Согласно данным, представленным в справочнике Ethnologue, общая численность говорящих на языке ма по оценкам 1977 года составила 4700 человек. По современным оценкам сайта Joshua Project общая численность носителей ма составляет порядка 15 000 человек.

### Социолингвистические сведения
Согласно данным сайта Ethnologue, по степени сохранности язык ма является так называемым стабильным языком, так как он устойчиво используется представителями народа ма всех поколений, включая младшее. Наряду с родным языком носители ма также владеют языком лингала. Подавляющее большинство представителей этнической общности ма исповедует христианство (80 %), у небольших групп сохраняются традиционные верования (20 %).